# Empis turanica
Empis turanica är en tvåvingeart som beskrevs av Igor Shamshev och Patrick Grootaert 2005. Empis turanica ingår i släktet Empis och familjen dansflugor.
Artens utbredningsområde är Iran. Inga underarter finns listade i Catalogue of Life.